# Courniou
 Courniou  es una población y comuna francesa, situada en la región de Languedoc-Rosellón, departamento de Hérault, en el distrito de Béziers y cantón de Saint-Pons-de-Thomières.

## Demografía
| 673 | 529 | 503 | 537 | 595 | 606 |
| Para los censos de 1962 a 1999 la población legal corresponde a la población sin duplicidades (Fuente: INSEE [Consultar]) |     |     |     |     |     |